# Tommy Bolin
Thomas Richard „Tommy” Bolin (n. 1 august 1951, Sioux City, Iowa, d. 4 decembrie 1976) a fost un chitarist american, cunoscut pentru activitatea sa cu Zephyr (1969–1971), The James Gang (1973–1974), Deep Purple (1975–1976), cântând și solo.

## Discografie solo
LP-uri:
- Teaser] (1975)
- Private Eyes] (1976)
- From the Archives, Vol. 1 (1996)
- The Bottom Shelf (1997)
- From the Archives, Vol. 2 (1998)
- Energy (1999)
- Snapshot (1999)
- Naked (2000)
- Naked II (2002)
- After Hours: The Glen Holly Jams - Volume 1 (2004)
- Whips and Roses (2006)
- Whips and Roses II (2006)

Din concert:
- Live at Ebbets Field 1974 (1997)
- Live at Ebbets Field 1976 (1997)
- Live at Northern Lights Recording Studio (1997)
- The Energy Radio Broadcasts (1998)
- First Time Live (2000)
- Live 9/19/76]] (2001)
- Live in Miami at Jai Alai: The Final Show (2002)
- Alive on Long Island (2003)
- Tommy Bolin and Energy Live (2003)
- Albany 9/20/76 (2004)
- Live at the Jet Bar (2004)

Compilații:
- The Ultimate: The Best of Tommy Bolin (1989)
- Come Taste the Man (1999)
- The Ultimate Redux (2008)

1. 1 2  Czech National Authority Database, accesat în 23 noiembrie 2019
2. 1 2  Tommy Bolin, Encyclopaedia Metallum, accesat în 9 octombrie 2017
3. 1 2 3  Autoritatea BnF, accesat în 10 octombrie 2015
4. 1 2  Tommy Bolin, Find a Grave, accesat în 9 octombrie 2017